# Mughallis
Mughallis ( en arabe : مٌغلّس   ) est un ancien village arabe palestinien qui se trouvait à trente kilomètres au nord-ouest d'Hébron. Il a été privé de sa population pendant la guerre de 1948, les 9 et 10 juillet, dans le cadre de l'opération An-Far.

## Toponymie
Victor Guérin, qui connait le nom du village sous la forme Deir al Mokhalles, le traduit par « le couvent du Sauveur ». Il voit dans cette dénomination le probable dérivé d'un ancien couvent chrétien ayant existé autrefois à cet endroit. Selon Edward Henry Palmer (en), Mughullis signifie « venir à l'aube pour prendre de l'eau », ou « pour faire une razzia ».

## Histoire

### Période ottomane

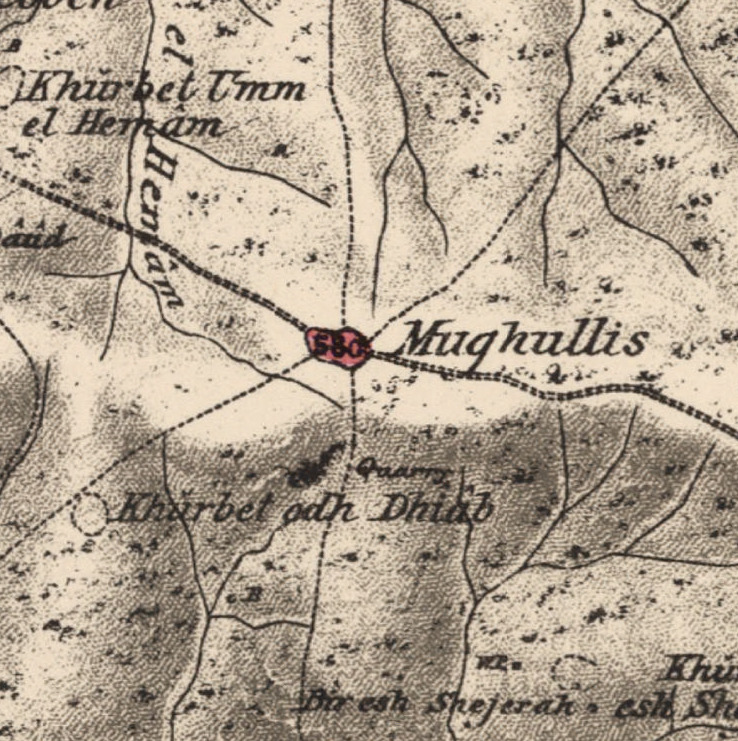
Mughallis et ses environs sur une carte des années 1870.

Le village a été intégré dans l' Empire ottoman en 1517, avec l'ensemble de la Palestine ; les registres fiscaux de 1596 le situent dans la nahié (« sous-district ») de Gaza, à l'intérieur du sandjak de Gaza, avec une population de 77 ménages, soit quelque 424 habitants, tous musulmans. Les villageois payaient un impôt au taux fixe de 25 % sur une production agricole qui comprenait notamment le blé, l'orge, les cultures d'été, les arbres fruitiers, les chèvres et les ruches, auxquels s'ajoutaient les produits occasionnels, pour un total de 10 350 akçes . Tous les revenus fiscaux allaient à un waqf.
En mai 1863, Victor Guérin décrit la localité comme « un hameau, encore habité par quelques familles ».
Une liste officielle de villages, établie dans les années 1870, compte à Mughallis 27 maisons et une population masculine de 71 hommes,.
En 1882, le Survey of Western Palestine (en) du PEF le décrit en ces termes : « Un village de taille moyenne, près duquel passe une route ancienne, et principalement composé de maisons de pierre ».

### Mandat britannique
Le recensement de la Palestine de 1922, conduit par les autorités mandataires britanniques, lui donne une population de 311 musulmans, qui passent lors du recensement de 1931 à  447 musulmans, pour 93 maisons.
D'après les statistiques de 1945 (en), la population de Mughallis était de 540 musulmans. Sur 11 459 dounams de terre, 88 étaient dévolus aux plantations et aux terres irrigables et 7 277 aux céréales, tandis que 23 dounams étaient des terres bâties (urbaines).

### Guerre de 1948
Mughallis a perdu sa popupation les 9 et 10 juillet 1948,. Le 16 juillet, le QG de la brigade Guivati informait l'état-major que «  nos forces sont entrées dans les villages de Qazaza (en), Kheima (en), Jilya (en), Idnibba (en) et Mughallis, ont expulsé les habitants, [et] ont fait sauter et incendié un certain nombre de maisons. La région est à présent exempte d'Arabes ».
Les forces israéliennes avaient reçu pour instruction d'empêcher toute infiltration vers Summeil (en), Barqusya, Bi'lin (en), Masmiya al Saghira (en), Al-Tina (en), Kheima, Idnibba, Jilya, Qazaza et Mughallis. Les ordres étaient précisément de « détruire » toute « force armée » rencontrée et d'« expulser [...] les villageois non armés ». Au cours des jours suivants, des patrouilles ont expulsé des réfugiés des environs de Tel es-Safi, al Tina et Mughallis, tuant apparemment trois des personnes initialement détenues. À la mi-août 1948, une patrouille de la brigade Guivati est revenue à Idnibba, Mughallis, Jilya, Qazaza et Sajd, tuant « une poignée d'Arabes » au cours de plusieurs affrontements.

### État d'Israël
En 1955, le moshav de Gefen (en) s'est créé sur les terres de Mughallis, au nord du site du village. 
En 1992, l'historien palestinien Walid Khalidi décrit ainsi les lieux :  « Le site et les environs sont enclos. Les débris des maisons ont été nivelés et on peut encore voir des éléments de construction. Les vestiges d'une maison du quartier est sont entourés de bornes de pierre qui identifiaient autrefois les limites d'un jardin potager. De nombreux arbres, des oliviers et des caroubiers notamment, poussent en tous sens et des cactus se trouvent aux abords nord et sud ».